# Spațiu vectorial normat
Un spațiu vectorial normat, numit pe scurt spațiu normat, este un spațiu vectorial real sau complex {\displaystyle X} pe care este definită o funcție, {\displaystyle \|\cdot \|:X\to [0,\infty ),} numită normă, având următoarele proprietăți:
- este pozitiv definită: {\displaystyle \|x\|=0} dacă și numai dacă {\displaystyle x=0,}
- {\displaystyle \|\alpha x\|=|\alpha |\|x\|} pentru orice vector {\displaystyle x\in X} și pentru orice scalar {\displaystyle \alpha \in \mathbb {R} } sau {\displaystyle \alpha \in \mathbb {C} }
- {\displaystyle \|x+y\|\leq \|x\|+\|y\|}, {\displaystyle \forall x,y\in X}

Norma definește o distanță {\displaystyle d(x,y)=\|x-y\|.} Astfel, orice spațiu normat este spațiu metric.
Un spațiu normat în care orice șir Cauchy este convergent se numește spațiu Banach.

## Exemple
a) Următoarele aplicații sunt norme pe {\displaystyle \mathbb {R} :}
1. {\displaystyle \|x\|={\sqrt {\sum _{k=1}^{n}x_{k}^{2}}},\;\forall x=(x_{1},x_{2},\cdots ,x_{n})\in \mathbb {R} ^{n}.}
2. {\displaystyle \|x\|=\sum _{k=1}^{n}|x_{k}|,\;\forall x=(x_{1},x_{2},\cdots ,x_{n})\in \mathbb {R} ^{n}.}
3. {\displaystyle \|x\|=\sup |x_{k}|,\;k={\overline {1,n}},\;\forall x=(x_{1},x_{2},\cdots ,x_{n})\in \mathbb {R} ^{n}.}

b) Fie {\displaystyle {\mathcal {M}}=\{A={\begin{bmatrix}a+bi&c+di\\-c+di&a-bi\end{bmatrix}},\;cu\;a,b,c\in \mathbb {R} ,\;i^{2}=-1\}} și {\displaystyle f:{\mathcal {M}}\rightarrow \mathbb {R} _{+},\;f(A)={\sqrt {\det A}}}
Atunci {\displaystyle ({\mathcal {M}},\|\cdot \|)} este spațiu normat în raport cu norma dată prin {\displaystyle \|A\|=f(A).}